# Strmělka anýzka
Strmělka anýzka, známá také jako strmělka anýzová, latinsky Clitocybe odora, patří mezi jedlé a dobře rozpoznatelné strmělky.

## Charakteristika
Tato jedlá houba, patřící do řádu pečárkotvaré, je charakteristická svou výraznou anýzovou vůní. Právě proto se při přípravě pokrmů používá v menším množství. Vhodná je jako koření a přidává se do směsi hub upravených začerstva nebo nakládaných do octa. Přidává se také do polévek a omáček.

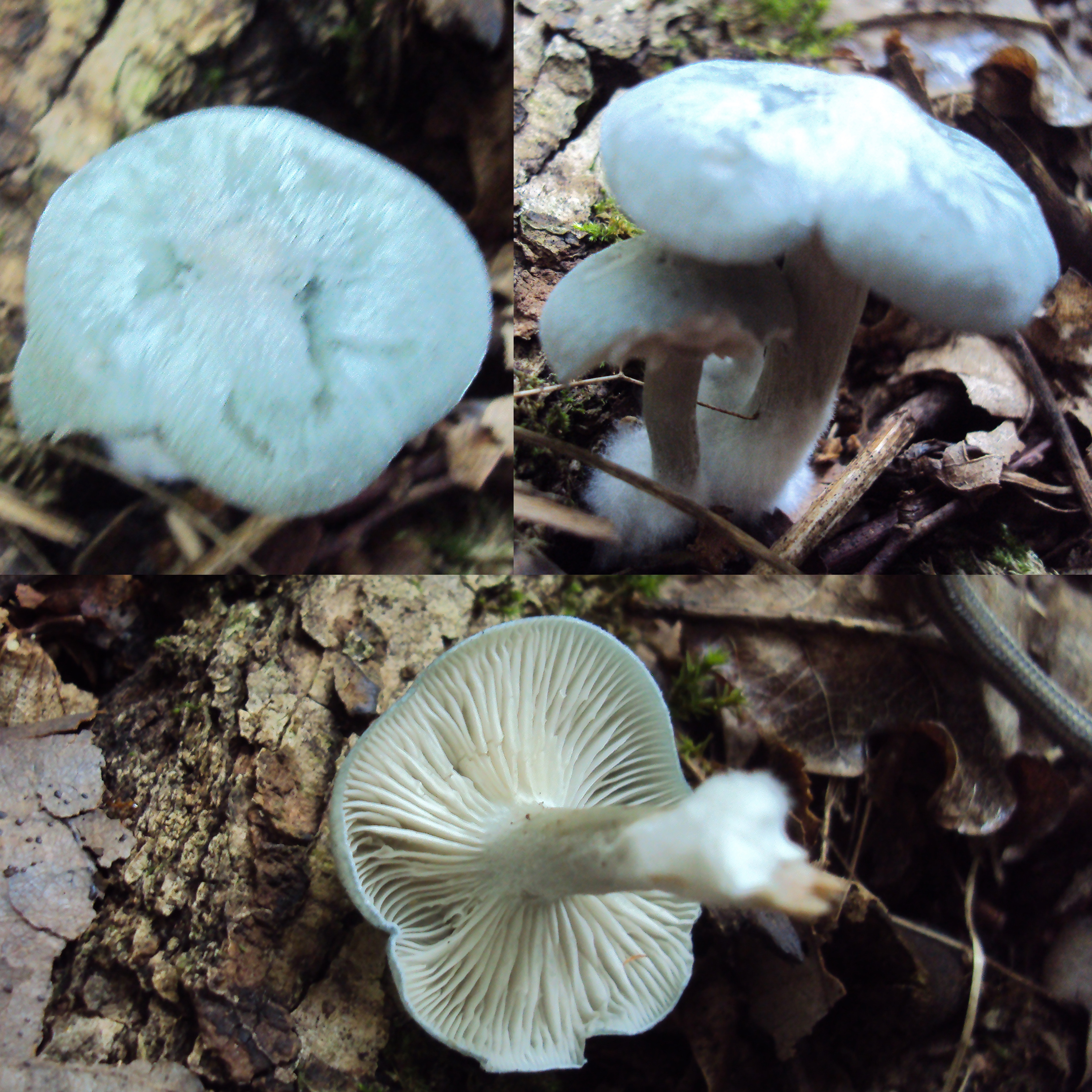

## Synonyma
- Clitocybe odorabilis
- Agaricus odorus Bull.
- Agaricus trogii Fr.
- Agaricus virens Scop.
- Agaricus viridis Huds.
- Clitocybe odora var. alba J.E. Lange
- Clitocybe trogii (Fr.) Sacc.
- Clitocybe virens (Scop.) Sacc.
- Clitocybe viridis (With.) Gillet
- Gymnopus odorus (Bull.) Gray
- Lepista odora (Bull.) Harmaja

## Záměna
Záměna této strmělky za jinou je spíše výjimečná, jelikož po přivonění i k mírně vybledlým plodnicím lze houbu bezpečně určit podle charakteristické vůně, přesto se může někdy podobat šedavě zbarveným čirůvkám.

## Výskyt
Vyskytuje se na podzim (září až listopad) ve smíšených lesích na výživných písčitých i jílovitých půdách. Místy se může vyskytovat velmi hojně.

## Popis
Klobouk: nepravidelně rozložený, nejprve polokulovitý, později spíše plochý až doširoka rozprostřený, 3-7 cm široký, matný, zelenomodrý či měděnkově zelený, vybledající do šedavých až bělavých odstínů, někdy i hnědavě okrové odstíny vyskytující se převážně uprostřed klobouku
Lupeny: tenké, široké, smetanové až šedozelené, mírně sbíhavé
Třeň: 3-4 x 0,3-0,6 cm, hladký, válcovitý, někdy pokroucený, bělavý až modrozelený se špinavě bílou bází
Výtrusný prach: bílý
Dužnina: silně voní po anýzu, chuť jemně kořeněná
Rozšíření: rozšířená v celém mírném pásmu severní polokoule